# Мёнсон-ванху
Мёнсо́н-ванху́ (13 июня 1642 г. — 21 января 1684 г.) (명성왕후 김씨) — чосонская королева-консорт, супруга вана Хёнджона из династии Ли. Происходила из рода (клана) Чхонпун Ким, личное имя госпожи Ким неизвестно; Мёнсон — её посмертное имя. Она была королевой-консортом с 1659 года до смерти своего мужа в 1674 году, после чего была удостоена звания Вдовствующей королевы Хёнрёль (현렬왕대비).
Она была мудрой и умной женщиной. Говорили[кто?], что её свирепый характер был причиной того, что у её мужа не было наложниц. Политическая партия Южан высмеивала её как реинкарнацию королевы Мунджон из-за её вмешательства в политику.

## Жизнеописание
Госпожа Ким, будущая королева, родилась в Джантонбане (хангыль: 장통방, ханча: 長通坊) 13 июня 1642 года во время правления короля Инджо и была единственной дочерью помимо четырёх сыновей. Её отец, Ким Вумён, был из рода (клана) Чхонпун Ким. Её мать была из рода Ынджин Сон.
В 1651 году её выдали замуж за наследного принца, и её статус и титул изменились на Наследную принцессу-консорта Ким (왕세자빈 김씨, 王世子嬪 金氏) или (빈궁 김씨, 嬪宮 金氏). Её родители также получили титулы; её отец получил придворный титул «Внутренний принц Чхонпун» (청풍부원군 淸風府院君), а её мать получила «Внутренняя принцесса-консорт Докын из клана Ынджин Сон» (덕은부부인 송씨 德 恩府夫人宋氏). Через своего младшего брата Ким Сокёна королева Хёый является её пра-пра-племянницей.
Её муж взошёл на престол как 18-й монарх династии Чосон (храмовое имя: Хёнджон) в 1659 году, что сделало её королевой-консортом. Во время правления у неё и короля родились сын и четыре дочери; только одна дочь умерла в младенчестве. Королева родила неназванную дочь в 1658 году, принцессу Мёнсон в 1659 году, Ли Суна в 1661 году, принцессу Мёнхе в 1663 году и принцессу Мёнган в 1665 году. В 1667 году Ли Сун был назначен наследником престола с титулом наследный принц Мёнбо.
Когда Хёнджон умер и наследный принц Мёнбо был коронован как 19-й монарх Чосона (храмовое имя: Сукчон) в 1674 году, она была удостоена титула Вдовствующей королевы Хёнрёль (현렬왕대비).

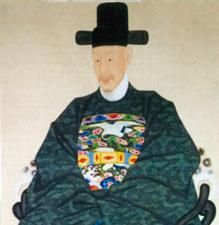
Хо Джон, лидер Намин и главный политический противник королевы. Он был казнен вместе со своим сыном Хогёном.

Хёнрёль часто вмешивалась в придворные дела, критикуя партию южан Намин (남인; 南人)  и обвиняя сыновей Великого принца Инпхёна (принцев Бокчана, Боксона и Бокпхёна) в прелюбодеянии с дворцовыми горничными. Причина заключалась в том, что она рассматривала их как угрозу положению её сына.

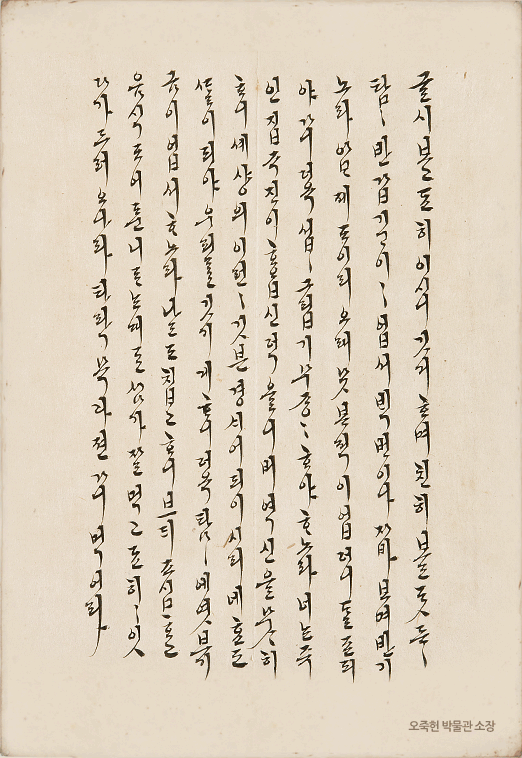
Обращение королевы Мёнсон

Однако не было никаких доказательств, подтверждающих её обвинение, и из-за её заявления её отец Ким Вумён оказался подозреваемым в инициировании клеветы на принцев. Хёнрёль взяла это на себя и встала на колени возле своих покоев, умоляя сына доказать преступление принцев. В конце концов, Сукчон изгнал трех принцев, а партия Южан издевалась над ней как над реинкарнацией королевы Мунджон из-за её вмешательства в политику. Ким Ву Мён решил запереться в своем доме после инцидента, так как чувствовал себя униженным и умер из-за тяжелой депрессии. Это событие было названо Инцидент с алыми манжетами (홍수의 변; 紅袖之變).
Услышав об отношениях Сукчона с дворцовой служанкой (Чан Ок Чон), Хёнрёль выслала её из дворца, так как она, очевидно, считала, что низкий статус сделает эту женщину невежественной и злой. Однако настоящая же причина заключалась в том, что семейное происхождение женщины из партии Южан заставило королеву поверить в то, что она вошла во дворец, чтобы стать шпионом для Южан.

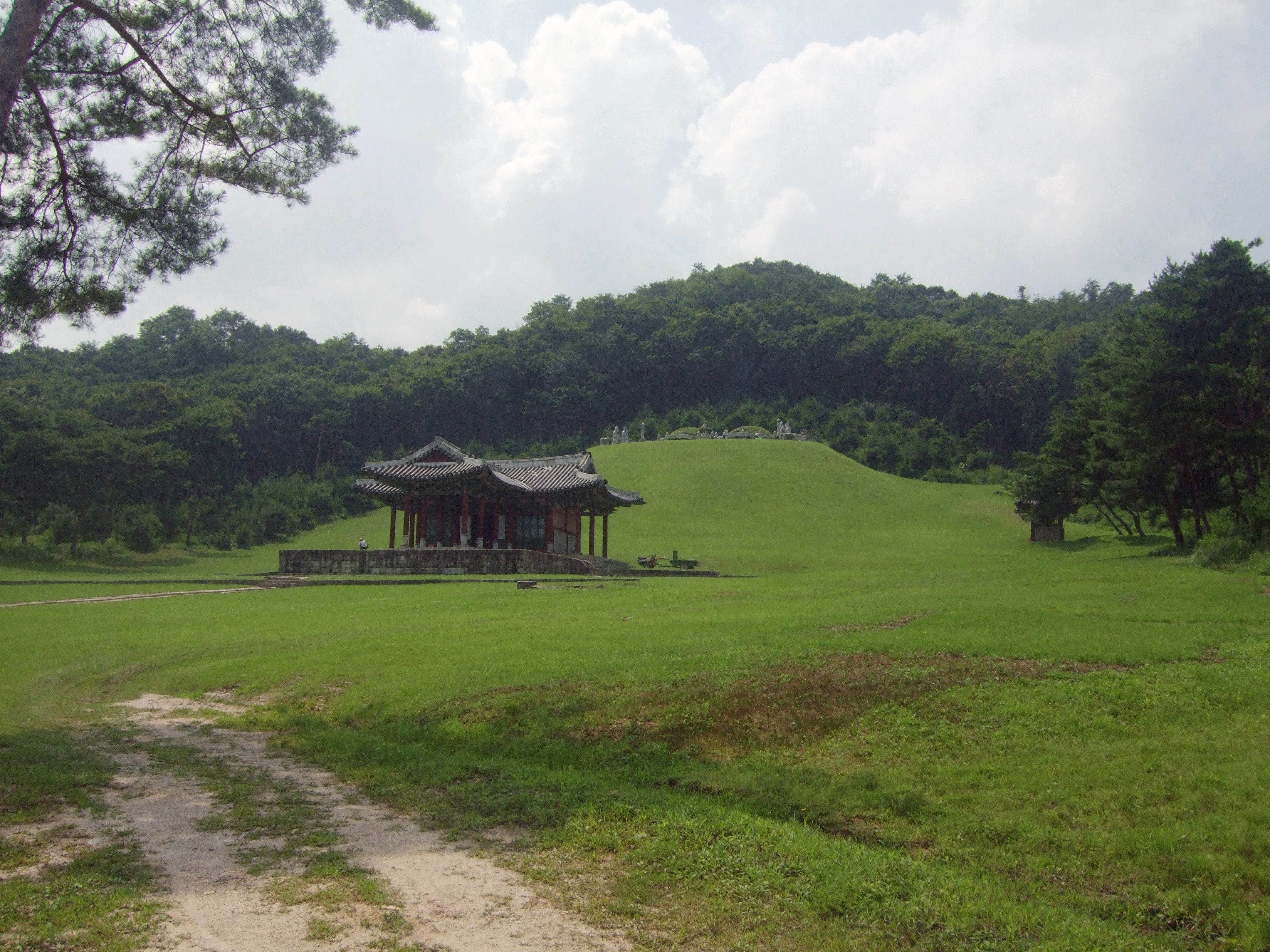
Соннын, гробница короля Хёнджона и королевы Мёнсон.

Королева Хёнрёль устроила церемонию, чтобы помолиться за выздоровление своего сына после того, как Сукчон потерял сознание. Она была твёрдой сторонницей шаманизма и, посоветовавшись с шаманкой, решила помолиться и облиться водой в летней одежде, несмотря на то, что была зима. В январе она заболела гриппом[уточнить] и умерла в том же месяце 21 января 1684 года в покоях Чосын дворца Чхандок. Хотя министры призывали казнить шаманку, Сукчон решил изгнать её.
Для посмертного титула королевы были выбраны «Мён» (명, 明), что означало осмотрительность и сдержанность, и «Сон» (성, 聖) — распространение добра и простоты. В результате она была посмертно удостоена звания королевы Мёнсон (명성왕후 明聖王后, Myeongseong Wanghu).

## Семья

### Родители

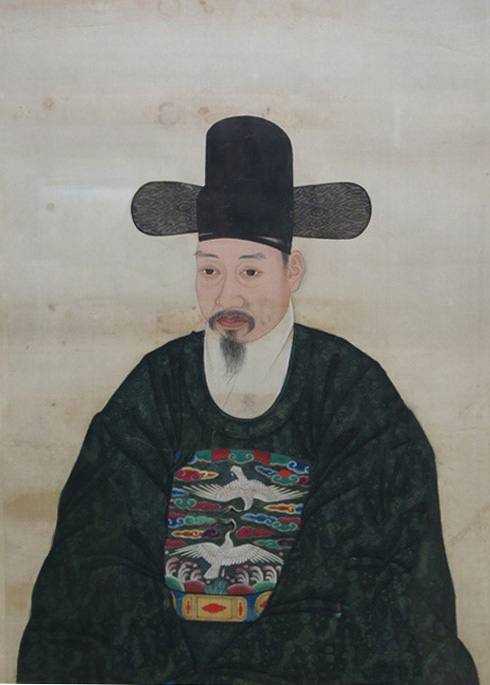
Отец Ким Ву Мён, потерявший всю политическую власть из-за Инцидента с алыми манжетами.

- Отец Ким Ву Мён, потерявший всю политическую власть из-за Инцидента с алыми манжетами.Отец — Ким Вумён (김우명, 金佑明) (1619—1675)[4]

Дедушка Ким Юк, служил Ёгиджоном во время правления Хёджона и предложил общенациональное расширение налоговой системы Тэдонбоп 대동법(大同法).

  - Дедушка Ким Юк, служил Ёгиджоном[5] во время правления Хёджона и предложил общенациональное расширение налоговой системы Тэдонбоп 대동법(大同法).Дедушка — Ким Юк (김육, 金堉) (23 августа 1580 — 1 октября 1658)
    - Прадедушка — Ким Хын У (김흥우, 金興宇)
      - Прапрадедушка — Ким Би (김비, 金棐)

    - Прабабушка — госпожа Джо из клана Пунъян Джо (풍양 조씨)

  - Бабушка — госпожа Юн из клана Папхён Юн (파평 윤씨)
- Дядя — Ким Джва-мён (김좌명, 金佐明) (1616—1671)[6]
  - Тётя — госпожа Шин Джикан (신지강, 申止康) из Пхёнсан-Шин (평산 신씨) (1617 -?)[7]

Двоюродный брат Ким Сокджу. Внук принцессы Чонсук (дочь короля Сонджо). Он возглавил Кёнсинхвангук (경신환국; 庚申換局) - свержение фракции Намин (남인; 南人).

  - Двоюродный брат Ким Сокджу. Внук принцессы Чонсук (дочь короля Сонджо). Он возглавил Кёнсинхвангук (경신환국; 庚申換局) - свержение фракции Намин (남인; 南人).Кузен — Ким Сокчжу (김석주, 金錫胄) (1634 — 20 сентября 1684)[8]
  - Кузина — госпожа Ким из клана Чхонпунг Ким (청풍 김씨)
- Тётя — госпожа Ким из клана Чхонпунг Ким (청풍 김씨)
  - Дядя — Хван До Мён (황도명, 黃道明)
- Мать — Внутренняя принцесса-консорт Докын из клана Ынджин Сон (덕은부부인 은진 송씨, 德恩府夫人 恩津 宋氏) (1621—1660)
  - Дедушка — Сон Гук-тхэк (송국택, 宋國澤)
  - Бабушка — госпожа Кан из клана Чинджу Кан (진주 강씨, 晋州 姜氏)

### Братья и сёстры
- Старший брат — Ким Манчжу (김만주, 金萬周)
- Младший брат — Ким Сокик (김석익, 金錫翼)
  - Племянница — госпожа Ким из клана Чхонпун Ким (청풍 김씨)
    - Муж племянницы- Хон Чжонён (홍중연, 洪重衍)[9]
- Младший брат — Ким Сокён (김석연, 金錫衍) (1648 — 17 августа 1723)[10]
  - Невестка — госпожа Ли из клана Чонджу Ли (정경부인 전주 이씨)[11]
    - Племянник — Ким До-дже (김도제, 金道濟)[12]
    - Племянник — Ким До-хам (김도함, 金道涵)
    - Племянник — Ким До-Хуб (김도흡, 金道洽)
      - Внучатый племянник — Ким Сон Чэ (김성채, 金聖采)
      - Внучатый племянник — Ким Сон Хю (김성휴, 金聖休); стал приёмным сыном Ким До-хама

    - Племянник — Ким До Хёб (김도협, 金道浹); стал приёмным сыном Ким Сок Даля
- Младший брат — Ким Сок-дал (김석달, 金錫達)
  - Невестка — госпожа Ли из клана Чонджу Ли (전주 이씨)[13]
- Младший сводный брат — Ким Сок-гу (김석구, 金錫耉)

### Супруг
- Муж — Хёнджон (현종, 顯宗) (14 марта 1641 — 17 сентября 1674)
  - Свекор — Хёджон (효종대왕, 孝宗 大王) (3 июля 1619 — 23 августа 1659)
  - Свекровь — Инсон из клана Токсу Джан (인선왕후 장씨, 仁宣王后 張氏) (9 февраля 1619 — 19 марта 1674)

### Дети
- Безымянная дочь (1658—1658)
- Дочь — принцесса Мёнсон (명선공주, 明善公主) (1659 — 12 сентября 1673)
  - Зять — Мэн Ман-тхэк (맹만택, 孟萬澤) из клана Синчан Мэн (신창 맹씨, 新昌 孟氏) (1660—1710)
- Сын — Сукчон (숙종대왕, 肅宗大王) (7 октября 1661 — 12 января 1720)
  - Невестка — королева Ингён из клана Квансан Ким (인경왕후 김씨, 仁敬王后 金氏) (25 октября 1661 — 16 декабря 1680)
  - Невестка — королева Инхён из клана Ёхын Мин (인현왕후 민씨, 仁顯 王后 閔氏) (15 мая 1667 г. — 16 сентября 1701 г.)[14]
  - Невестка- королева Буок из клана Индон Джан (희빈 장씨, 禧嬪 張氏) (3 ноября 1659 — 9 ноября 1701)
  - Невестка — королева Инвон из клана Кёнджу Ким (인원왕후 김씨, 仁元王后 金氏) (3 ноября 1687 г. — 13 мая 1757 г.)[15]
- Дочь — принцесса Мёнхе (명혜공주, 明惠公主) (12 сентября 1663 — 11 июня 1673)
  - Зять — Шин Ё Гён (신요경, 申堯卿) из клана Пхёнсан Шин (평산 신씨, 平山 申氏)
- Дочь — Ли Он-Хуэй, принцесса Мёнган (이온희 명안공주, 李溫姬 明安公主) (30 января 1665 — 16 мая 1687)
  - Зять — О Тэ Чжу (오태주, 吳泰周) из клана Хэджу О (해주 오씨, 海州 吳氏) (1668—1716)
    - Приемный внук — О Вон (오원, 吳瑗) (1700—1740); сын О Джин-джу (오진주, 吳晋周)

## В искусстве
- Сыграла Ким Хэ Сук в сериале MBC 1988 года «500 лет Чосона: Королева Ин Хён»
- Сыграла Кён Ми-ри в сериале SBS 1995 года «Чан Хи Бин».
- Сыграла Ким Ён Э в сериале KBS 2002 года «Королевская история: Чан Хи Бин».
- Сыграла Пак Чон Су в сериале MBC 2010 года «Дон И».
- Сыграла Ли Га Хён в сериале MBC 2012 года «Королевский доктор».
- Сыграла Ким Сон Гён в сериале SBS 2013 года «Чан Ок Чон, Жизнь любовью» .